# Хабібуллаєв Пулат Киргизбайович
Пулат Киргизбайович Хабібуллаєв (14 жовтня 1936, колгосп імені Леніна селища Ахтачі, тепер Асакинського району Андижанської області, Узбекистан — 7 лютого 2010, місто Ташкент, Узбекистан) — радянський узбецький державний діяч, вчений-фізик, голова Президії Верховної ради Узбецької РСР, президент Академії наук Узбецької РСР. Депутат Верховної Ради Узбецької РСР. Депутат Верховної Ради СРСР 11-го скликання (в 1986—1989 роках). Доктор фізико-математичних наук (1971), професор, академік Академії наук Узбецької РСР (Республіки Узбекистан) (з 1984), член-кореспондент Академії наук СРСР (Російської академії наук) (з 1984).

## Життєпис
У 1958—1960 роках — завідувач кафедри «Загальна фізика» Ташкентського державного педагогічного інституту.
У 1960 році закінчив Середньоазіатський державний університет.
У 1964 році захистив дисертацію на здобуття наукового ступеня кандидата фізико-математичних наук у місті Москві, а в 1971 році — на здобуття наукового ступеня доктора фізико-математичних наук у місті Новосибірську.
Член КПРС з 1965 року.
У 1972—1975 роках — ректор Андижанського інституту бавовництва Узбецької РСР.
У 1975—1978 роках — завідувач відділу науки та навчальних закладів ЦК КП Узбекистану.
У 1978—1984 роках — віцепрезидент Академії наук Узбецької РСР.
Одночасно, в 1978—1988 роках — директор Інституту ядерної фізики Академії наук Узбецької РСР.
У 1984—1988 роках — президент Академії наук Узбецької РСР.
30 березня 1985 — 9 квітня 1988 року — голова Верховної ради Узбецької РСР.
9 квітня 1988 — 6 березня 1989 року — голова Президії Верховної ради Узбецької РСР.
Одночасно, з 1988 по 1989 рік — заступник голови Президії Верховної ради СРСР.
З 1989 року — керівник відділу теплофізики Академії наук Узбецької РСР (Республіки Узбекистан).
У 1990—1994 роках — голова Комітету з міжнародних справ Верховної ради Узбекистану.
У 1992—1994 роках — завідувач кафедри «Оптика» Національного університету Узбекистану.
У 1994—2002 роках — голова Державного комітету з науки та техніки Республіки Узбекистан.
У 2002—2006 роках — директор Центру з науки та технологій при Кабінеті міністрів Республіки Узбекистан.
До лютого 2010 року — керівник відділу теплофізики Академії наук Республіки Узбекистан.
Помер 7 лютого 2010 в Ташкенті.

## Наукова діяльність
Основні дослідження — з акустичної спектроскопії, фізичної та квантової акустики, нанофізики та фізики м'яких систем, нелінійної оптики та лазерної термохімії, суперіонних провідників та квантово-розмірних систем, ядерної фізики та радіаційного матеріалознавства, нелінійної динаміки та хаосу, фізико-хімії ізотопів та лазерного фотосинтезу та ін.
Хабібуллаєв вперше дослідив молекулярну природу релаксаційних процесів у м'яких середовищах при поширенні поздовжніх та поперечних акустичних хвиль від (103 Гц) до найвищих (1010 Гц) частот, що дозволило встановити молекулярне впорядкування в наномасштабі та дати його пояснення з позиції термодинаміки нерівноважних систем.
Був основоположником нових наукових напрямів: фізика м'яких середовищ та суперіонних провідників, де мезоскопічність стану та кластероутворення стають суттєвими.
Під керівництвом Хабібуллаєва проведено цикл досліджень впливу радіаційного поля в активній зоні реактора на теплофізичні, електрофізичні та механічні властивості конструкційних матеріалів ядерного реактора та термоядерних установок. Досліджував виробництво та застосування радіоактивних ізотопів (фосфор-32 та фосфор-33), запропоновав технологію виробництва препаратів для діагностики інфекційних захворювань.
Автор понад 500 наукових праць і 15 монографій, 4 з яких (P.K.Khabibullaev, E.V.Gevorkian, A.S.Lagunov «Rheology of Liquid Crystals» Allerton Press, New York, (1994), P.K.Khabibullaev, B.G.Skorodumov «Determination of Hydrogen in materials» Springer-Verlag, Berlin (1985), F.Abdullaev, S.Darmanyan, P.K.Khabibullaev «Optical Solitons» Springer-Verlag, Berlin (1993), P.K.Khabibullaev, A.A.Saidov «Phase separation in Soft Matter Physics» Springer-Verlag, Berlin (2003)), видані у закордонних видавництвах. Також був автором праць «Фізика м'яких систем», Ташкент (1998), «Електростатична модель кластерного іона та термодинамічні параметри реакцій кластероутворення», Ташкент (1985), «Фізика» 7-синф курси, Ташкент (2005) та інші, які були видані в Узбекистані. Пулат Хабібуллаєв підготував понад 200 кандидатів та 40 докторів наук. Був головним редактором «Узбецького фізичного журналу», членом редколегії «Акустичного журналу» РАН та ряду відомих наукових журналів.

## Наукові звання
- Академік Академії наук Республіки Узбекистан (1984)
- Член-кореспондент Російської академії наук (1984)
- Академік Академії наук Ісламських країн
- Іноземний член Пакистанської Академії наук
- Академік Академії технологічних наук Російської Федерації
- Академік Міжнародної Академії електротехнічних наук
- Академік Міжнародної Академії вищої школи
- Дійсний член Індійського Наукового Товариства матеріалознавців

## Нагороди
- два ордени Трудового Червоного Прапора
- орден «Знак Пошани»
- орден «Мехнат шухраті» (Узбекистан)
- медалі
- Двічі лауреат золотої медалі Всесвітньої організації інтелектуальної власності (WIPO)
- Лауреат Державної премії Узбецької РСР імені Беруні (1987)
- Заслужений діяч науки Республіки Узбекистан
- Почесний громадянин міста Ла-Пас (Болівія, 1988 рік)
- Почесний громадянин міста Літл-Рок (США, 1993 рік)